# Listă de filme românești/H
Aceasta este o listă de filme românești (artistice, de animație și documentare) care încep cu litera H:
- Hagi Tudose (film) (1995) (Teatru TV)
- Haiducii (1929)
- Haiducii (1966)
- Haiducii lui Șaptecai (1970)
- Haiku (2000/II)
- Haina de piele (1972) (TV)
- Hamlet (film) (1996) (Teatru)
- Hangița (1983) (TV)
- Hanul dintre dealuri (1988)
- Haplea (1928)
- Happy End (2006)
- Harababura (film) (1990)
- Harvey (film) (1997) (Teatru)
- Hidalgo (film) (1976)
- Hârtia va fi albastră (2006)
- Hitler al 17-lea (1996) (Teatru TV)
- Holografia (1971)
- Homo sapiens (film) (1960)
- Hora (film) (1959)
- Hora la țară, O (1913)
- Hora talentelor (1972)
- Horațiu Mălăele - Momente de aur (2004) (TV)
- Horea (film) (1984)
- Hotel de lux (1992)
- Huntress: Spirit of the Night (1991)
- Hyperion (film) (1975)